# Кулінарія (книга)
«Кулінарі́я» (рос. Кулинария) — радянський збірник кулінарних рецептів і порад щодо приготування їжі, куратором якого виступило міністерство харчової промисловості СРСР, який видавався у 1955—1966 роках. Загальний наклад книги склав понад мільйон екземплярів.
У книзі розповідалося про основи раціонального харчування, були викладені відомості про харчові товари, що вироблялися в СРСР, наводилися рецепти різних страв. Сьогодні «Кулінарію» разом з «Книгою про смачну і здорову їжу» часто розглядають як канонічний символ радянської пропаганди: асортимент продуктів, описаних у книзі, ніколи або майже ніколи неможливо було знайти в магазинах.

## Випуски «Кулінарії»
Книга випускалася Державним видавництвом торговельної літератури (рос. Государственное издательство торговой литературы) в 50-60-ті рр. XX століття:
- Кулинария. — М.: Госторгиздат, 1955. — 960 с. (рос.) (мала наклад у 500 000 прим., тверду палітурку, формат: 84x108/16[1])
- Кулинария. — М.: Государственное издательство торговой литературы, 1955. — 960 с. (рос.) (мала наклад у 500 прим., суперобкладинку, формат: 84x108/16[1])
- Кулинария. — М.: Госторгиздат, 1959. — 404 с. (рос.) (мала наклад у 500 000 прим., тверду палітурку, формат: 84x108/16[1])
- Кулинария. — М.: Государственное издательство торговой литературы, 1960. — 404 с. (рос.) (мала наклад у 500 000 прим., тверду палітурку, формат: 84x108/16[1])

## Цікаві факти
- Маса книги «Кулинария» видання 1955 року (960 с., тверда палітурка) становить 3,11 кг.

Видання 1955 року в твердій палітурці
Перша сторінка видання 1955 року
Вміст видання 1955 року